# Марковское сельское поселение (Пермский край)
Марковское се́льское поселе́ние —  бывшее муниципальное образование в Чайковском муниципальном районе Пермского края Российской Федерации.
Административный центр — посёлок Марковский.

## История
Статус и границы сельского поселения установлены Законом Пермской области от 9 декабря 2004 года № 1890-413 «Об утверждении границ и о наделении статусом муниципальных образований административной территории города Чайковского Пермского края»
Упразднено в 2018 году вместе с другими поселениями муниципального района путём их объединения в Чайковский городской округ.

## Население
| 2010  | 2012  | 2013  | 2014  | 2015  | 2016  | 2017  |
| ----- | ----- | ----- | ----- | ----- | ----- | ----- |
| 3523  | ↘3304 | ↗3389 | ↗3742 | ↗4018 | ↗4114 | ↗4282 |
| 2018  |       |       |       |       |       |       |
| ↘4265 |       |       |       |       |       |       |

## Состав сельского поселения
| № | Населённый пункт | Тип населённого пункта          | Население |
| - | ---------------- | ------------------------------- | --------- |
| 1 | Дубовая          | деревня                         | 77        |
| 2 | Марково          | деревня                         | 94        |
| 3 | Марковский       | посёлок, административный центр | ↗4029     |